# Пуерто-Торо
Пуерто-Торо — маленьке чилійське село на острові Наваріно (архіпелаг Вогняна Земля) на березі протоки Бігля. У ній проживають 36 осіб — рибалки та члени їх сімей.
Крім антарктичних станцій, Пуерто-Торо — саме південне поселення в світі (хоча такими іноді визнають Пуерто-Вільямс, але частіше — місто Ушуая).
Наприкінці XIX століття на місці села було невелике місто, яке своїм виникненням зобов'язане «золотій лихоманці».
В даний час в Пуерто-Торо крім риби ведеться лов Lithodes santolla — південного морського (волохатого) краба. Селище потопає в зелені Магелланових лісів, найпівденніших на планеті.

## Клімат
Згідно класифікації Кеппена, клімат в Пуерто-Торо — прохолодний помірний, з незначними коливаннями температури протягом року. Літня температура майже ніколи не перевищує позначку в +20 °C, а взимку рідко опускається нижче −5 °C.